# Zhidou
Zhidou är en kinesisk biltillverkare, specialiserad på små elbilar, mopeder och mopedbilar. Det drivs som ett samriskföretag mellan Zhejiang Geely Holding Group, XDY Machinery och GSR Ventures.
Zhidous bilar säljs i ett trettiotal länder. I Sverige och övriga Skandinavien företräds företaget av generalagenten GT Mobility. Modellen D2S var 2022 Sveriges billigaste elbil

## Bilmodeller
- Zhidou D1
- Zhidou D2
- Zhidou D2S
- Zhidou D3